# Trichodiadema
Trichodiadema ist eine Pflanzengattung aus der Familie der Mittagsblumengewächse (Aizoaceae). Der Gattungsname weist auf die an den Enden der Blätter ausgebildeten Haare hin.

## Beschreibung
Es handelt sich um kleine Zwergsträucher mit sukkulenten, rundlichen Blättern. Die Blüten werden endständig an den Trieben gebildet. Die Blütenfarbe kann weiß, gelb oder rot sein. Die Pflanzen weisen verdickte Wurzeln auf.

## Systematik und Verbreitung
Die Arten der Gattung Trichodiadema kommen in Südafrika und in Namibia vor. 
Die Gattung wurde 1927 durch Gustav Schwantes in der Zeitschrift für Sukkulentenkunde erstbeschrieben. Die Typusart ist Trichodiadema barbatum. Nach Heidrun Hartmann (2017) umfasst die Gattung Trichodiadema folgende Arten:
- Untergattung Trichodiadema
  - Trichodiadema attonsum (L.Bolus) Schwantes
  - Trichodiadema aureum L.Bolus
  - Trichodiadema barbatum (L.) Schwantes
  - Trichodiadema burgeri L.Bolus
  - Trichodiadema decorum (N.E.Br.) Stearn ex H.Jacobsen
  - Trichodiadema densum (Haw.) Schwantes
  - Trichodiadema emarginatum L.Bolus
  - Trichodiadema fourcadei L.Bolus
  - Trichodiadema hallii L.Bolus
  - Trichodiadema hirsutum (Haw.) Stearn
  - Trichodiadema imitans L.Bolus
  - Trichodiadema intonsum (Haw.) Schwantes
  - Trichodiadema introrsum (Haw. ex Hook.f.) Niesler
  - Trichodiadema littlewoodii L.Bolus
  - Trichodiadema marlothii L.Bolus
  - Trichodiadema mirabile (N.E.Br.) Schwantes
  - Trichodiadema obliquum L.Bolus
  - Trichodiadema olivaceum L.Bolus
  - Trichodiadema orientale L.Bolus
  - Trichodiadema peersii L.Bolus
  - Trichodiadema pomeridianum L.Bolus
  - Trichodiadema rogersiae L.Bolus
  - Trichodiadema rupicola L.Bolus
  - Trichodiadema ryderae L.Bolus
  - Trichodiadema setuliferum (N.E.Br.) Schwantes
  - Trichodiadema stayneri L.Bolus
- Untergattung Gemiclausa H.E.K.Hartmann & Niesler
  - Trichodiadema calvatum L.Bolus
  - Trichodiadema fergusoniae L.Bolus
  - Trichodiadema gracile L.Bolus
  - Trichodiadema occidentale L.Bolus
  - Trichodiadema pygmaeum L.Bolus
  - Trichodiadema strumosum (Haw.) L.Bolus